# Mura di Porto Ercole

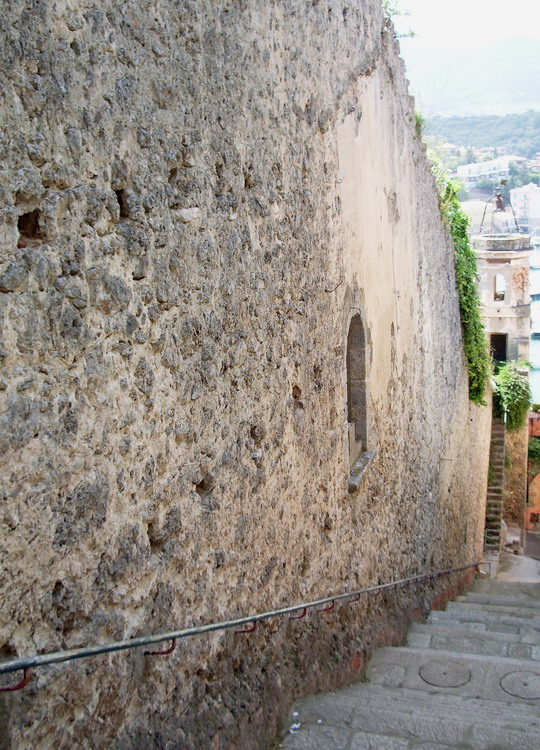
Tratto delle mura di Porto Ercole

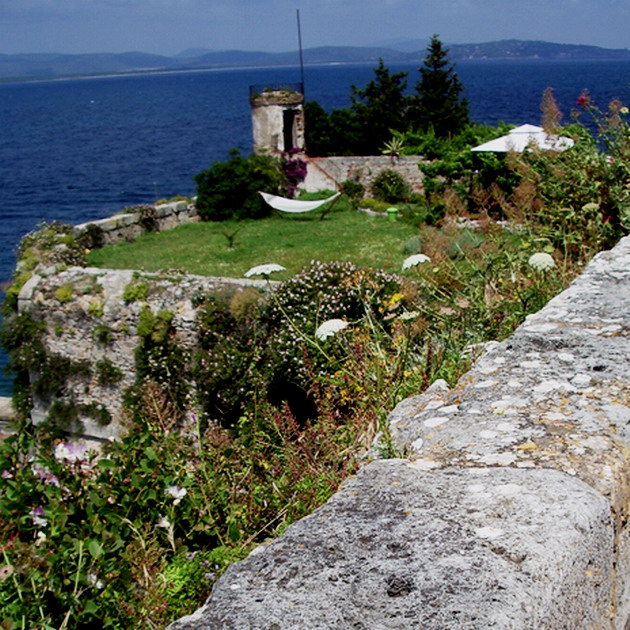
Il bastione di Santa Barbara

Le mura di Porto Ercole costituiscono il sistema difensivo dell'omonimo borgo situato nella parte sud-orientale del promontorio dell'Argentario.

## Storia
Il sistema difensivo del borgo di Porto Ercole iniziò a svilupparsi in epoca medievale durante la dominazione degli Aldobrandeschi, parallelamente a quello di avvistamento lungo il corrispondente tratto costiero.
La prima torre del sistema difensivo fu fatta costruire per volere di Margherita Aldobrandeschi, contessa di Sovana, sul colle dove ora sorge la Rocca. 
La torre passò poi in eredità agli Orsini di Pitigliano, che intrapresero lavori di ristrutturazione.
Ma fu la Repubblica di Siena a costruire la cinta muraria che oggi avvolge il borgo.
Infatti a metà Quattrocento Siena riesce a strappare Porto Ercole agli Orsini, che lo cede in affitto a varie persone, in cambio della costruzione di fortificazioni. Ma quando Siena vide che gli affittuari non avevano costruito niente, riprese il controllo del porto con l'ausilio di podestà, e inviò l'artista Lorenzo di Pietro detto il Vecchietta con l'ordine di costruire "una terra abitevole, di grandezza almeno quanto el Campo di Siena". Egli fece scendere dalla torre Aldobrandesca due cinte murarie, dotandole di torri semicircolari ai lati e ai vertici. L'accesso al castello era assicurato da due porte, di cui la principale era in basso e decorata da un arco gotico senese e controllata in alto da una bertesca. Invece l'accesso secondario era a metà mura e controllato da una torre. All'epoca le torri erano sette più la bertesca: torre Mastra (Aldobrandesca), torre Nord (Mastio Senese), torre del Fieno, torre di Mezzo Est, torre di Mezzo Ovest, torre di Mare, torre del Molo. Le torri erano collegate da un camminamento di ronda protetto da merlature di tipo guelfo.
Il complesso appariva di stile Tardogotico, con mura alte e snelle, archi acuti, merli, torri alte e slanciate.
In seguito il castello venne restaurato dall'ingegnere militare Francesco di Giorgio Martini, che costruì a mare il Bastione di Santa Barbara, riadattando un precedente faro bizantino, unì con un muro la torre Nord e la torre del Fieno costituendo un cassero triangolare, che lo collegò per mezzo di un passaggio segreto all'interno delle mura al bastione di Santa Barbara. Inoltre dotò il cassero senese (la Rocca) di una nuova cinta muraria.
Invece risale al '500 la torretta ottagonale costruita sopra la bertesca della porta senese, che costituì la torre dell'Orologio.

## Descrizione
Le mura delimitano interamente il nucleo storico di Porto Ercole.
Il sistema difensivo, nel suo complesso, è dominato dalla rocca aldobrandesca, imponente complesso fortificato situato alla sommità del promontorio che domina il borgo sottostante.
Dai due lati della rocca, discendono due diversi tratti di cortine murarie, che chiudono completamente la parte storica dell'abitato; la cortina muraria nord-orientale, che in un lungo tratto culmina con una merlatura sommitale, giungendo al piano ingloba la caratteristica porta di accesso con arco senese in stile gotico internazionale sovrastato dalla torre dell'Orologio, munita di campana.
Sul lato occidentale, la cortina muraria chiude la scenografica Piazza di Santa Barbara, dove si affaccia il palazzo dei Governanti; la piazza è situata in posizione panoramica presso il Bastione di Santa Barbara, unito alla sovrastante rocca aldobrandesca attraverso una serie di cunicoli e passaggi segreti sotterranei.